# Cine de Iquitos

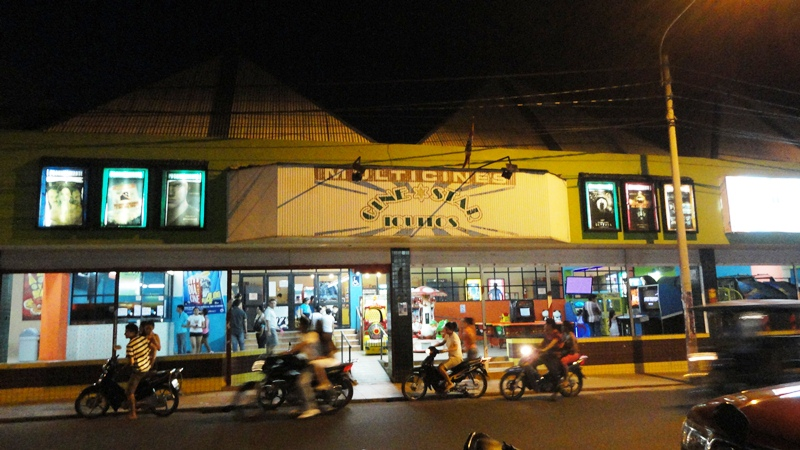
Multicines Iquitos es uno de los tres complejos de cines contemporáneos post-Fiebre del Caucho. Los otros complejos pertenecen a la misma compañía Movie Time.

El cine de Iquitos, también conocido como cine amazónico, es un hito importante y uno de los eventos históricos pioneros del cine en el Perú. Debido a la fiebre del caucho y la llegada de extranjeros, el interés cinematográfico empezó a inicios del siglo XX, junto a la evolución del cine de los Estados Unidos en Hollywood. El cine en Iquitos no tuvo una fecha de origen establecida, hasta su primer hecho cinematográfico registrado en 1900. Las primeras proyecciones se realizaron en la Casa de Fierro con una máquina marca Edison, el cual reproducía las imágenes mediante una lámpara de carburo y al continuo movimiento del operador. Iquitos es referida como una metonimia del cine en la Amazonía peruana por ser considerada el nacimiento de la cinematografía peruana y el encuentro tecnológico por la interacción con Europa por la industria del caucho.
El pionero más importante del cine en Iquitos y todo Loreto es Antonio Wong Rengifo, pionero también del arte cinematográfico en Perú, con su trabajo más importante Bajo el sol de Loreto. Es principalmente reconocido por plasmar sus ideologías, sus aspiraciones y otros pensamientos en sus películas. Junto a este, otros cineastas, como Werner Herzog, Armando Robles Godoy, Nora de Izcue, Federico García y Dorian Fernández-Moris prolongaron la evolución y presencia cinematográfica en la ciudad.

## Historia

### Orígenes
Hasta alrededores de los años 1880, Iquitos no tenía un cine establecido. Posteriormente, hubo interesados en la producción cinematográfica, el cual estaba en apogeo en otros lugares del mundo. No existe suficiente documento visual que precisa el nacimiento exacto de la cinematografía en Iquitos. En 1890, siguiendo el ritmo de la organización europea de la ciudad, comenzó a llegar tecnología científica.

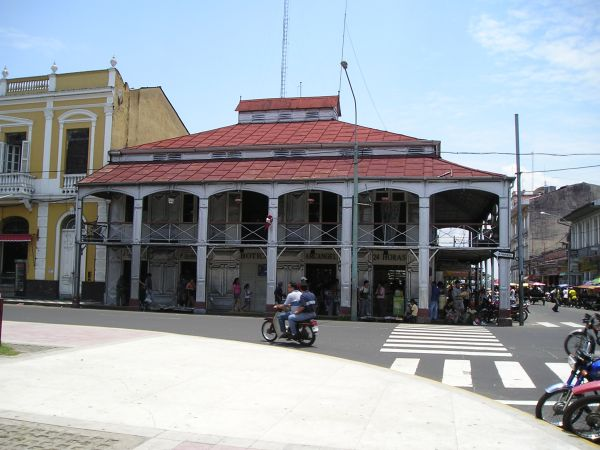
En la Casa de Fierro se realizó la primera proyección de imágenes con una máquina marca Edison, en 1900.

El primer hecho cinematográfico se registró en 1900. En la Casa de Fierro, se proyecta por primera vez con una máquina marca Edison, el cual reproducía las imágenes mediante una lámpara de carburo y al continuo movimiento del operador. Previamente al hecho, en 1898, Clemente Alcalá y Francisco de Paula Secada obtuvieron un terreno en el lado norte de la Plaza de Armas de Iquitos, y construyeron un local de techo rústico, nombrándolo Alhambra. Instalaron un diminuto carrusel traído de Manaus (Brasil) ciudad hermana de Iquitos. En 1902, con la fiebre del caucho y su impacto internacional, Eduardo Fuller compra Alhambra, y lo convierte en el primer cine de la ciudad con proyectores de marca Lumière.
En un incesante crecimiento de la ciudad tras el éxito de la extracción del caucho, y así como su conexión con Europa, aumentando la burguesía en la ciudad. El sanmartinense Arnaldo Reátegui viaja a Francia en 1905, y compra un proyector con una gran colección de películas —en blanco y negro, y en color— de las casas cinematográficas Pathé Fréres y Léon Gaumont. Se afilia con Luis Pinasco y construyen un cine llamado Jardín Strassburgo, ubicado en la primera de la calle Sargento Lores. La primera era del cine concluye en 1914, y se inicia una presencia prominente de cineastas franceses. Georges Méliès y Gaumont envían varias películas en celuloide para la cartelera aristocrático iquiteña. La cinematografía atrajo audiencia, y fueron éxitos de taquilla que alcanzaban 4.500 libras esterlinas.
Desde inicios de XX, Iquitos contaba con varios cines, tales como el Belén, Olimpia, Imperio, Loretano, Recreo, España, Alhambra, Salón Napoleón y Jardín Cinema.

### Crisis cauchera y la prominencia de Antonio Wong

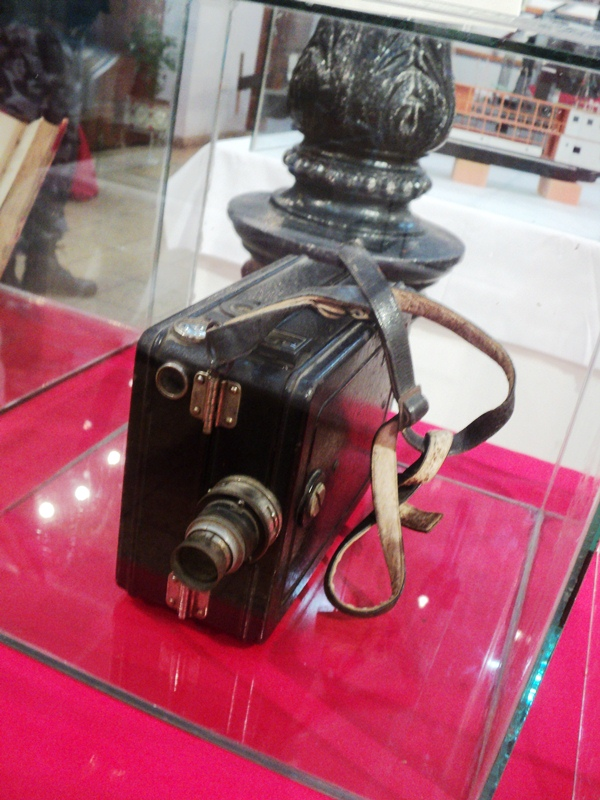
Cámara usada por Antonio Wong Rengifo en la filmación de Bajo el sol de Loreto. La máquina fue expuesta en el museo temporal Iquitos de antaño en enero de 2013.

La crisis cauchera cae en la industria, no obstante, la llegada de nuevas películas no cesaban. Las películas con un porte teatral fueron paulatinamente reemplazadas por un estilo más dirigida a la ficción. La cinematografía logra atraer nuevas aspiraciones y talentos actorales, y el Star-system se hace presente en el mercado. También llegó en distribución del cine mudo de Charles Chaplin a través del empresario español José Altimira.
El pionero más importante del cine en Iquitos y todo Loreto es Antonio Wong Rengifo, pionero también del arte cinematográfico en el Perú. Es principalmente reconocido por plasmar sus ideologías, sus aspiraciones y otros pensamientos en sus películas. Wong Rengifo, en el transcurso de su cinematografía, siguió la cambiante tecnología en los Estados Unidos. En 1936, estrena su película Bajo el sol de Loreto, el cual habla sobre la maquinaria económica central, y la valoración de la Amazonía Peruana (llamada "Selvak" en la película). Joaquín García Sánchez escribiendo para Langues néo-latines, refirió a Wong como uno «de los hombres más representativos de la cultura amazónica», y que su capacidad creativa fue «su apertura a la incorporación de nuevas técnicas, y la inmensa versatilidad de sus posibilidades». Wong hizo de camarógrafo, revelador y montajista, y escribió sus guiones inspirado por la cultura iquiteña.

### Evolución hacia la actualidad
En octubre de 1957, Wong inicia la producción de una película, el cual incluía a la actriz mexicana Amalia Aguilar, para mostrarlo en la Primera Feria Internacional. Sin embargo, un incendio redujo el estudio de Wong, y nunco pasó a salas cinematográficas. El mismo año, un grupo de cineastas llegaron de Hollywood, acompañados de Harma Lewis y Keith Larsen, para filmar 29 cortometrajes para una película antológica Aventura en el Amazonas dirigida por Tom McGowan (un cineasta poco conocido, y rebuscado en Internet) y producida por Warner Bros. Finalmente, la serie tuvo que ser cancelada debido al gasto en transporte.
Hacia los años 1960, el cine fue reflejando la belleza y la parsimonia de la selva, e Iquitos sirvió como base de la mayoría de los cineastas regionales y extranjeros. En los años 1970, el cine de Iquitos fue valorado con más seriedad con la creación del Decreto Ley Nro 19327, titulada «Ley de Promoción de la Industria Cinematográfica». El decreto facilitó la producción de nuevas películas, y la presentación de la imagen amazónica.
El cine turístico pasó a un lenguaje fílmico más complejo con temas sobre la riqueza de la jungla, el poder imperialista, la extracción y la transformación de los recursos, y el uso de los nativos como portarretrato del turismo. Durante estos años, se producen películas notorias como En la selva no hay estrellas (1966) y La muralla verde (1969) de Armando Robles Godoy, Aguirre, la ira de Dios (1972) y Fitzcarraldo (1982) de Werner Herzog, El viento del ayahuasca (1983) de Nora de Izcue y El socio de Dios (1986) de Federico García.
En los años 1990, Iquitos fue paulatinamente usado como escenario para telenovelas nacionales e internacionales. Iquitos formó también parte como escenario protagonista o secundario para producciones cinematográficas como Anaconda (1997) de Luis Llosa, Pantaleón y las visitadoras (2000) de Francisco Lombardi, Diarios de motocicleta de Walter Salles e Hijas de Belén (2004) de Javier Corcuera.
En 2002, el publicista Dorián Fernández-Moris funda Audiovisual Films —originalmente llamado como Audiovisual—, y empieza con un equipo de veinte personas. Fernández inició con cortometrajes como Del otro lado, Runamula y 501, y posteriormente, realizó una serie de talleres para aumentar el interés cinéfilo en Iquitos. En 2006, estrenó Chullachaqui (basada en una conocida leyenda amazónica) e Inmortal, así como la película El último piso (18 de febrero de 2010), filmada en el edificio más alto de la ciudad.
En 2008, el cineasta chileno Alberto Fuguet explicó a Caretas la concepción de Sudor, el cual sería filmada en Iquitos. El rodaje de la película aún no está definida.
En 2012, la producción de películas en Iquitos aumentó, en el cual la mayoría de los productores nacionales y extranjeros centraron su atención en el atractivo cultural de la ciudad. El director argentino Pablo Trapero filmó Elefante blanco, grabando varias escenas en la ciudad. La película fue incluida en la sección Un Certain Regard en el Festival de Cannes de 2012, realizada desde el 16 al 27 de mayo de 2012. Desde enero a finales de febrero de 2012, Audiovisual Films, con sede en la ciudad, filmó Cementerio general, una película con un género cinematográfico nuevo en la ciudad, y el cual la prensa nacional la etiqueta como «la primera película de terror peruana», influenciada parcialmente en el estilo found footage, como The Blair Witch Project. La película está programada a estrenarse en octubre de 2012. Con una coproducción, el director peruano Gianfranco Quattrini rodó Diamond Santoro y la soga de los muertos, con estreno para el 2013, el cual incluye Iquitos como secuencia de partida del protagonista para emprender su aventura para conocer un chamán en la Tres Fronteras.
A inicios de junio, Nora de Izcue realizó el rodaje principal de la biopic documental Responso para un abrazo. La película seguirá la vida del poeta César Calvo Soriano, y tomando inspiraciones de una de sus obras importantes, Las tres mitades de Ino Moxo.

#### Cine digital y tendencias recientes
La ciudad no es ajena a la evolución del cine digital por evidentes razones. Debido a que la accesibilidad del uso del celuloide y otros recursos tradicionales de la cinematografía es costoso, los cineastas y aficionados en la ciudad aprovechan la filmación digital como una potente alternativa. Existe un amplio uso de cámaras digitales de la serie Canon EOS, notoriamente la semiprofesional Canon EOS 7D. También existe el uso de las cámaras Red One. Los cuadricópteros también han sido introducidos ligeramente en el uso para la producción de pequeñas producciones, así como para spots televisivos locales.
Sony Digital Cinema 4K, una nueva tendencia cinematográfica de resolución 4K, fue instalada en las cuatro salas de Multicines Iquitos (Antes Cinestar Iquitos) a mediados de noviembre de 2014 como una entrada más avanzada en el cine digital.
Desde marzo de 2020 a julio de 2021 el único complejo de cine se encuentra cerrado debido a ordenanzas estatales por la pandemia del COVID-19, así como el resto de cines a nivel nacional. 

## Lista de películas
Dentro la labor cinematográfica, Iquitos ha servido como locación fílmica, plano de establecimiento, central para equipo de producción cinematográfica, fuente de recursos humanos y patrocinio, y un público potencial para casting de extras y protagonistas. A causa de esta cambiante dinámica, el cine de Iquitos se encierra en tres mayores categorías de filmación en locaciónː a) filmadas dentro de la ciudad; b) filmadas fuera de la ciudad (el cual usa el paisaje amazónico y pueblos satélites de Iquitos Metropolitano como plano de establecimiento); y c) filmadas dentro y fuera de la ciudad (en donde se recurre un intercambio rutinario de locaciones entre lo urbano y lo rural).
A continuación, se específica las películas que entran sobre tres categorías mayoresː 
| Año  | Año | Título                              | Estudio | Elenco y equipo | Género                     | Medio       | Ref.          |
| ---- | --- | ----------------------------------- | --- | --- | -------------------------- | ----------- | ------------- |
| 1932 |     | Frente del Putumayo                 | Foto Wong | Antonio Wong Rengifo (director) | Histórico                  | Imagen real | [ 2 ]         |
| 1933 |     | Sepelio del Sargento Fernando Lores | Foto Wong | Antonio Wong Rengifo | Histórico                  | Imagen real | [ 2 ] [ 3 ]   |
| 1936 |     | Bajo el sol de Loreto               | Foto Wong | Antonio Wong Rengifo (director, camarógrafo, productor, montajista y difusor) | Romance                    | Imagen real | [ 2 ] [ 3 ]   |
| 1941 |     | Luces y sombras de Loreto           | Foto Wong | Antonio Wong Rengifo | Documental                 | Imagen real | [ 2 ] [ 3 ]   |
| 1943 |     | Inauguración del Municipio          | Foto Wong | Antonio Wong Rengifo | Documental                 | Imagen real | [ 2 ] [ 3 ]   |
| 1945 |     | Amazonía peruana                    | Foto Wong | Antonio Wong Rengifo | Documental                 | Imagen real | >             |
| 1950 |     | Conozca Loreto                      | Foto Wong | Antonio Wong Rengifo | Documental                 | Imagen real | [ 2 ] [ 3 ]   |
| 1966 |     | En la selva no hay estrellas        | Antara Film del Perú / Argentina Sono Film S.A.C.I.                                                                                     | Armando Robles Godoy (director/guionista); Jorge Aragón, Willie Griffiths, César David Miró, Jorge Montoro, Luis Otero, Susana Pardahl | Aventura                   | Imagen real | [ 3 ] [ 20 ]  |
| 1969 |     | La muralla verde                    | | Armando Robles Godoy | Drama                      | Imagen real | [ 3 ]         |
| 1970 |     | Machiguengas y piros                | | Gerhard Baer | Documental                 | Imagen real | [ 3 ]         |
| 1972 |     | Aguirre, la ira de Dios             | Werner Herzog Filmproduktion/Hessischer Rundfunk (HR)                                                                                   | Werner Herzog (director/guionista); Thomas Mauch (fotografía); Klaus Kinski, Helena Rojo, Del Negro, Ruy Guerra, Peter Berling, Cecilia Rivera | Aventura, drama            | Imagen real | [ 3 ] [ 21 ]  |
| 1974 |     | Informe sobre los shipibos          | Inca Films | Francisco Lombardi (director/guionista) | Aventura, drama            | Imagen real | [ 3 ]         |
| 1974 |     | Los hombres del Ucayali             | Inca Films | Francisco Lombardi (codirector/guionista); Emilio Moscoso (codirector) | Drama                      | Imagen real | [ 3 ]         |
| 1976 |     | Aguarunas                           | CETUC | José Luis Rouillon A. (director); Nilo Pereira del Mar (fotografía); Guillermo Palacios P. (sonido); Margarita León (narración) | Documental                 | Imagen real | [ 3 ]         |
| 1977 |     | De los hombres y de los árboles     | Telecine-Ricardo Fleiss | Ricardo Fleiss (director); Gerardo Manero (fotografía); Rosalba Oxandabarat (narración) | Documental                 | Imagen real | [ 3 ]         |
| 1978 |     | De los hombres y de los árboles     | Inca Films | Francisco Lombardi (director); Emilio Moscoso (producción) | Documental                 | Imagen real | [ 3 ]         |
| 1979 |     | Una serpiente de oro                | Reátegui | Tulio Riveras (director); Emanuel Dussart (fotografía); René Andrade (narración); Hitler Mego (montajista) | Documental                 | Imagen real | [ 3 ]         |
| 1982 |     | Fitzcarraldo                        | Werner Herzog Filmproduktion / Wildlife Films Peru                                                                                      | Werner Herzog (director/guionista); Thomas Mauch (fotografía); Klaus Kinski, Claudia Cardinale, José Lewgoy, Miguel Ángel Fuentes, Paul Hittscher, Huerequeque Enrique Bohórquez                                                                         | Drama, aventura            | Imagen real | [ 3 ] [ 22 ]  |
| 1983 |     | El viento del ayahuasca             | Kinoks Filmaciones S.R.L. / Instituto Cubano del Arte y la Industria Cinematográfica.                                                   | Nora de Izcue (director); Jorge Vignati (co-fotografía); Gianfranco Annichini (co-fotografía); Justo Vega (montaje) | Suspense, drama            | Imagen real | [ 3 ]         |
| 1985 |     | Radio Belén                         | CRONOS | Gianfranco Annichini (director) | Documental                 | Imagen real | [ 3 ] [ 23 ]  |
| 1985 |     | El hombre solo                      | CRONOS | Gianfranco Annichini (director) | Documental                 | Imagen real | [ 3 ]         |
| 1986 |     | El socio de Dios                    | Cinematográfica Kuntur S.A. | Federico García (director/coguionista); Roger Rumrill (coguionista); Juan Márquez (montaje) | Documental                 | Imagen real | [ 3 ]         |
| 1993 |     | Fire on the Amazon                  | Cinematográfica Kuntur S.A. | Luis Llosa Urquidi (director); Craig Sheffer, Sandra Bullock | Drama                      | Imagen real |               |
| 1999 |     | Pantaleón y las visitadoras         | América Producciones / Inca Films / Tornasol Films                                                                                      | Francisco Lombardi (director); Bingen Mendizábal (música); Enrique Moncloa (coguionista); Giovanna Pollarolo (coguionista); Mario Vargas Llosa (novela); Salvador del Solar, Angie Cepeda, Mónica Sánchez, Pilar Bardem, Gianfranco Brero, Gustavo Bueno | Comedia, drama             | Imagen real | [ 3 ] [ 24 ]  |
| 2003 |     | Buscando el azul                    | Teleandes | Fernando Valdivia (director) | Drama                      | Imagen real | [ 3 ] [ 25 ]  |
| 2004 |     | Diarios de motocicleta              | FilmFour, South Fork Pictures, Tu Vas Voir Productions, BD Cine, Inca Films S.A., Sahara Films, Senator Film Produktion, Sound for Film | Walter Salles (director), Gael García Bernal, Rodrigo de la Serna, Mía Maestro | Drama                      | Imagen real | [ 26 ]        |
| 2006 |     | Chullachaqui                        | Audiovisual Films | Dorian Fernández-Moris (director); Nelson Mori (guionista); Miguel Gonzáles, Ângela Vargas, Marco Vargas, Frescia Ortega, Cristian Calampa, Fernando Méndez, Gabriela Monsalve                                                                           | Terror                     | Imagen real | [ 3 ] [ 27 ]  |
| 2008 |     | Amazónico soy                       | | José María Salcedo (director); Abraham Padilla (música); Carlos García (edición) | Drama                      | Imagen real | [ 28 ]        |
| 2008 |     | Los árboles tienen madre            | | | Drama                      | Imagen real | [ 29 ]        |
| 2009 |     | Mi hermano María Paula              | | Piero Solari (director) | Drama                      | Imagen real | [ 30 ]        |
| 2010 |     | El último piso                      | Audiovisual Films | Dorian Fernández-Moris (director); Francisco Bardales (guionista); Duller Vásquez, Glady Vásquez, Joel Huamán. | Drama                      | Imagen real | [ 30 ] [ 31 ] |
| 2012 |     | Elefante blanco                     | Matanza Cine, ARTE, Borsalino Productions                                                                                               | Pablo Trapero (director); Alejandro Fadel, Martín Mauregui, Santiago Mitre | Drama                      | Imagen real | [ 32 ]        |
| 2012 |     | Cementerio general                  | Audiovisual Films | Dorian Fernández-Moris (director); Javier Velásquez (guionista); Airam Galliani, Marisol Aguirre, Flavia Trujillo, Leslie Shaw, Nikko Ponce, Diva Rivera, Jürgen Gómez                                                                                   | Terror, metraje encontrado | Imagen real | [ 30 ] [ 31 ] |
| 2015 |     | Desaparecer                         | Audiovisual Films | Dorian Fernández-Moris (director); Francisco Bardales (guionista); Ismael La Rosa, Virna Flores, Teddy Guzmán, Óscar Carrillo, Reynaldo Arenas, Fernando Bacilio, Mónica Sánchez                                                                         | Suspenso                   | Imagen real | [ 33 ]        |
| 2016 |     | Maligno                             | Audiovisual Films | Francisco Bardales, Martin Casapía Casanova (directores); Sofia Rocha, Fiorella Pennano, Gonzalo Molina | Terror sobrenatural        | Imagen real | [ 34 ]        |
| 2019 |     | Chasing the Present                 | Nyata Management, i2i Productions | Mark Waters (director); Prem Baba, Russell Brand, Joseph Goldstein | Documealnt                 | Imagen real | [ 35 ]        |
| 2023 |     | Condor's Nest                       | MBG Films, Lost Galleon Films, Paramount Pictures (distribuidor)                                                                        | Phil Blattenberger (director); Michael Ironside, Jackson Rathbone, Arnold Vosloo | Acción                     | Imagen real | [ 36 ]        |
| 2023 |     | Isla Bonita                         | AV Films | Ani Alva Helfer (director); Patricia Barreto, Saskia Bernaola, Emilia Drago, César Ritter | Comedia                    | Imagen real | [ 37 ]        |

## Lista de series de televisión
| Año  | Año | Episodio                                    | Serie                        | Elenco y equipo                                       | Género     | Estudio           | Ref.   |
| ---- | --- | ------------------------------------------- | ---------------------------- | ----------------------------------------------------- | ---------- | ----------------- | ------ |
| 1999 |     | Temporada 2, Epsiodio 25: "Viaje a Iquitos" | Pataclaun                    | July Naters (director); Carlos Alcantará, Wendy Ramos | Comedia    | Latina Televisión | [ 38 ] |
| 2020 |     | Temporada 2, Epsiodio 25: "Iquitos"         | Down to Earth with Zac Efron | Zac Efron                                             | Documental | Netflix           | [ 38 ] |

## Eventos
- Estamos en la Calle — el festival anual presenta producciones cinematográficas en su programa.
- Outfest Iquitos — festival de cine LGBT.